# Heusweiler
Heusweiler (Sarrois Heiswiller, français Hoysviller) est une commune de Sarre (Allemagne), située dans la Communauté régionale de Sarrebruck. Commune jumelé à Orvault (France)

## Géographie

### Quartiers
Eiweiler, Heusweiler, Holz, Kutzhof, Niedersalbach, Obersalbach-Kurhof, Wahlschied.

## Histoire
| Appartenances historiques Comté de Sarrebruck 1274-1391 Nassau-Sarrebruck 1391-1797 République cisrhénane (Sarre) 1797-1802 République française (Sarre) 1802-1804 Empire français (Sarre) 1804-1813 Royaume de Prusse (Grand-duché du Bas-Rhin) 1815-1822 Royaume de Prusse (Province de Rhénanie) 1822-1918 République de Weimar 1918-1920 Territoire du bassin de la Sarre 1920-1935 Reich allemand 1935-1945 Allemagne occupée 1945-1947 Protectorat de Sarre 1947-1956 Allemagne 1956-présent |

## Économie
La brasserie Großwald Brauerei Bauer est située dans le quartier de Eiweiler.

## Jumelage
La ville de Heusweiler est jumelée avec :
- Orvault (France) depuis 1988
- Markneukirchen (Allemagne)